# Chính phủ Liên minh miền Nam Kentucky

Huy hiệu của chính phủ lâm thời Kentucky, cho thấy một cánh tay đang nắm giữ ngôi sao thứ 13 của Liên minh miền Nam. Khẩu Voce Populari là "bởi tiếng nói của nhân dân" trong tiếng Latinh.

Chính phủ Liên minh miền Nam Kentucky là một chính phủ đối lập được thành lập cho Khối thịnh vượng chung Kentucky bởi những người ủng hộ Liên minh miền Nam vào thời Nội chiến. Chính phủ đối lập không bao giờ phế truất được chính phủ được bầu cử ở Frankfort, vốn ủng hộ Liên bang. Nó đã không thể nhận được sự ủng hộ của toàn bộ dân Kentucky; quyền tài phán của nó chỉ mở rộng đến các chiến tuyến của Liên minh miền Nam trong Khối thịnh vượng chung. Tuy nhiên, chính phủ lâm thời được Liên minh miền Nam Hoa Kỳ công nhận, và Kentucky được gia nhập vào ngày 10 tháng 12 năm 1861. Kentucky được đại diện bởi ngôi sao thứ 13 (ở chính giữa) trên lá cờ chiến đấu của Liên minh.
Bowling Green được chọn là thủ đô. Do ảnh hưởng của tình hình chiến sự trong bang, chính phủ lâm thời đã bị lưu đày và đi cùng với Quân đội Tennessee trong phần lớn thời gian tồn tại. Trong một thời gian ngắn vào mùa thu năm 1862, Quân đội Liên minh chiếm lấy được Frankfort, lần duy nhất một thủ đô của phe Liên bang bị quân Liên minh đánh chiếm. Trong thời gian này, Tướng Braxton Bragg đã cố gắng thành lập chính phủ lâm thời là cơ quan có thẩm quyền ở đây. Tuy nhiên, Tướng Liên minh Don Carlos Buell đã phục kích lễ nhậm chức và đánh đuổi chính phủ lâm thời ra khỏi Kentucky. Từ thời điểm đó, chính phủ lâm thời chỉ tồn tại trên giấy tờ là chủ yếu, rồi sau đó bị giải thể khi chiến tranh kết thúc.
Có hai thống đốc được nhậm chức trong chính phủ lâm thời. George W. Johnson được bầu tại Hội nghị Russellville và phục vụ cho đến khi qua đời trong Trận Shiloh. Richard Hawes được bầu để thay thế Johnson và phục vụ trong suốt thời gian còn lại của Nội chiến.

## Nền tảng

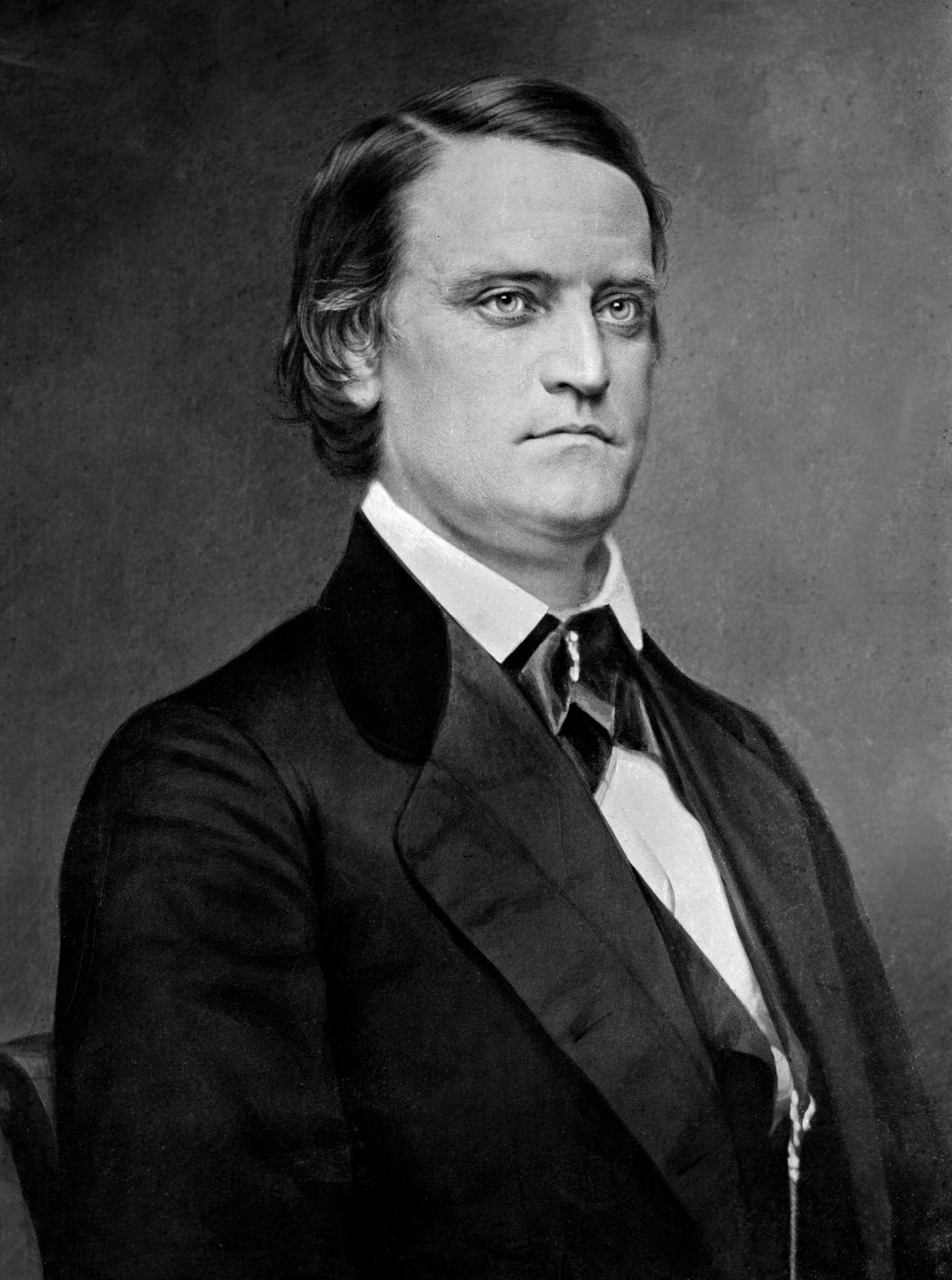
John Breckinridge, thượng nghị sĩ Kentucky và ứng cử viên Tổng thống năm 1860, đại diện cho quan điểm về quyền của các bang.

Công dân của Kentucky đã bị chia rẽ liên quan đến các vấn đề trọng tâm của Nội chiến. Bang có quan hệ kinh tế chặt chẽ với các thành phố ven sông Ohio như Pittsburgh và Cincinnati, đồng thời chia sẻ nhiều liên kết kinh tế, văn hóa và xã hội với miền Nam. Trái lại, số dân theo Liên bang rất nhiều trong suốt lịch sử của Khối thịnh vượng chung, đặc biệt là ở phía đông Kentucky. Với quan hệ kinh tế với cả hai miền Bắc và Nam, bang sẽ được ít mất nhiều từ một cuộc nội chiến. Ngoài ra, nhiều chủ nô có cảm nghĩ rằng nơi chế độ nô lệ được gìn giữ là ở miền Bắc.
Cuộc bầu cử tổng thống năm 1860 cho thấy các quan điểm lẫn lộn của Kentucky khi bang này dành cho John Bell 45% số phiếu phổ thông, John C. Breckinridge 36%, Stephen Douglas 18% và Abraham Lincoln ít hơn 1%. Kết quả bầu cử có nghĩa là người Kentucky phản đối mạnh mẽ cả ly khai và cưỡng chế chống lại những người ly khai, theo nhà sử học Allan Nevins. Liên minh Bell và Douglas được coi là một lập trường Liên bang ôn hòa vững chắc, phản đối hành động thúc ép của phía cực đoan ở cả hai bên.
Đa số công dân của bang tin Kentucky nên là trung gian giữa hai miền Nam và Bắc. Ngày 9 tháng 12 năm 1860, Thống đốc bang Kentucky là Beriah Magoffin đã gửi một lá thư cho các thống đốc tiểu bang nô lệ còn lại, đề nghị họ ký một thỏa thuận với miền Bắc bao gồm việc thực thi nghiêm ngặt Đạo luật Nô lệ chạy trốn, sự phân chia các vùng lãnh thổ ở vĩ tuyến 37 độ, đảm bảo quyền sử dụng sông Mississippi một cách tự do, và quyền phủ quyết miền Nam đối với các điều luật liên quan đến nô lệ. Magoffin đề xuất một hội nghị của các quốc gia đồng tình việc sở hữu nô lệ, sau đó là hội nghị có sự góp mặt của tất cả các tiểu bang để đảm bảo có sự nhượng bộ. Nhưng, vì tốc độ leo thang của chiến tranh, cả hai hội nghị đều không bao giờ được tổ chức.
Một phiên họp đặc biệt của Đại hội đồng vào ngày 27 tháng 12 năm 1860 để đề nghị các nhà lập pháp tổ chức một đại hội để quyết định đường đi của Khối thịnh vượng chung trong cuộc xung đột. Tờ Louisville Morning Courier đã nêu rõ lập trường mà những người ly khai phải đối mặt vào ngày 25 tháng 1 năm 1861: "Quá nhiều thì giờ đã bị lãng phí. Khoảnh khắc lịch sử một khi đã qua, không bao giờ trở lại. Đối với chúng ta và đối với bang Kentucky, thời điểm để hành động là NGAY BÂY GIỜ HOẶC KHÔNG BAO GIỜ."
Mặt khác, những người theo chủ nghĩa Liên bang không sẵn sàng đầu hàng số phận nước nhà cho một quy ước mà có thể "trong một khoảnh khắc quá khích mà áp dụng biện pháp ly khai hà khắc." Lập trường của phe ủng hộ Liên bang thắng thế sau khi nhiều nhà lập pháp, với quan điểm phản đối ly khai ngay lập tức, đã bỏ phiếu chống lại đại hội. Tuy nhiên, Đại hội đồng đã cử 6 đại biểu tham dự Hội nghị Hòa bình ở Washington, DC vào ngày 4 tháng 2, và yêu cầu Quốc hội kêu gọi một đại hội quốc gia để trình bày và xem xét các giải pháp cho cuộc khủng hoảng ly khai, bao gồm Thỏa hiệp Crittenden do John J. Crittenden đề xuất.
Sau vụ nổ súng vào Pháo đài Sumter, Tổng thống Lincoln đã gửi một bức điện cho Thống đốc Magoffin yêu cầu Khối thịnh vượng chung cung cấp bốn trung đoàn cho cuộc chiến. Magoffin, một người có thiện cảm với Liên minh miền Nam, trả lời, "Tổng thống Lincoln, Washington, D.C. Tôi sẽ không gửi một người lính hay một tờ đô la nào cho mục đích xấu xa chính là khuất phục các bang miền Nam chị em của tôi. B. Magoffin." Cả hai viện của Đại hội đồng đã họp vào ngày 7 tháng 5 và thông qua tuyên bố trung lập trong chiến tranh, một quan điểm được Thống đốc Magoffin chính thức tuyên bố vào ngày 20 tháng 5.
Ngày 20 tháng 6, trong một cuộc bầu cử quốc hội đặc biệt, chín trong số mười ghế quốc hội của Kentucky là của các ứng cử viên của Liên bang. Những người đồng tình với Liên minh chỉ giành được vùng Jackson Purchase, được liên kết kinh tế với Tennessee bởi sông Cumberland và Tennessee.
Tin rằng thất bại tại là điều chắc chắn, nhiều người có quan điểm quyền về bang theo Liên minh đã tẩy chay bầu cử; trong số 125.000 phiếu bầu, các ứng viên Liên bang chiếm gần 90.000. Những người có thiện cảm với Liên minh đã bị giáng một đòn mạnh hơn nữa trong cuộc bầu cử ngày 5 tháng 8 cho các nhà lập pháp bang. Cuộc bầu cử này dẫn đến các đảng viên Liên bang chiếm đa số (76–24 tại Hạ viện, 27–11 tại Thượng viện). Từ đó trở đi, hầu hết các hành động phủ quyết của Magoffin để bảo vệ các lợi ích của miền nam đã bị Đại hội đồng vượt qua.

Wilson Porter Shortridge, một nhà sử học, đã đưa ra phân tích sau:
Các cuộc bầu cử này chứng tỏ rằng đa số người dân Kentucky phản đối ly khai, nhưng chúng không thể được hiểu là nhân dân Kentucky tán thành chính sách chiến tranh của Lincoln, như thường được thực hiện ở miền Bắc vào thời điểm đó. Có lẽ lời giải thích tốt nhất vào thời điểm ấy là người dân Kentucky mong muốn hòa bình và nghĩ rằng cuộc bầu cử các ứng cử viên của Liên bang là cách tốt nhất để đạt được điều đó.

Với việc ly khai không còn được coi là một lựa chọn khả thi, các lực lượng ủng hộ Liên minh đã trở thành những người ủng hộ sự trung lập mạnh mẽ nhất. Những người theo miền Bắc đã bác bỏ điều này như một bình phong cho một chương trình ly khai. Mặt khác, họ lại phải vật lộn để tìm cách đưa một bộ phần lớn những người dân ôn hòa xác định được một "lập trường rõ ràng với chính quyền Washington." Vào ngày 3 tháng 9, lực lượng của Liên minh miền Nam được lệnh từ đưa quân Tennessee đến các thị trấn Hickman và Columbus của Kentucky. Lực lượng Liên minh đáp trả bằng cách chiếm Paducah.
Vào ngày 11 tháng 9, cơ quan lập pháp đã thông qua một nghị quyết chỉ thị Magoffin ra lệnh lực lượng Liên minh miền Nam (nhưng không ra lệnh lực lượng Liên bang) rời Kentucky. Thống đốc phủ quyết, nhưng Đại hội đồng lại phủ quyết điều này, nên Magoffin bắt buộc phải ra lệnh. Một tuần sau, hội đồng chính thức yêu cầu hỗ trợ từ Liên bang và yêu cầu thống đốc kêu gọi dân quân tham gia lực lượng Liên bang. Magoffin cũng đã phủ quyết yêu cầu này. Một lần nữa, hội đồng lại phế truất điều ấy và Magoffin phải làm theo.

## Hình thành
Một cuộc họp hòa bình ủng hộ Liên minh miền Nam, với Breckinridge là diễn giả, đã được lên kế hoạch vào ngày 21 tháng 9. Những người ủng hộ Liên bang lo sợ cuộc họp sẽ dẫn đến quân đội phản kháng, nên họ đã điều động quân đội từ Trại Dick Robinson để giải tán cuộc họp và bắt giữ Breckinridge. Breckinridge, cũng như nhiều nhà lãnh đạo bang khác có quan hệ với phe ly khai, phải bỏ trốn khỏi bang. Những nhà lãnh đạo sau này đã trở thành một nhóm, tạo ra một chính phủ đối lập cho Kentucky. Trong bài "Diễn văn với người dân Kentucky" ngày 8 tháng 10, Breckinridge tuyên bố, "Hoa Kỳ không còn tồn tại. Liên bang bị giải thể."
Vào ngày 29 tháng 10 năm 1861, 63 đại biểu đại diện cho 34 quận đã gặp nhau tại Russellville để thảo luận về việc thành lập chính phủ Liên minh cho bang. Bất chấp thất bại tại các cuộc bỏ phiếu, họ tin rằng chính phủ Liên bang ở Frankfort đã không thể đại diện cho đa số công dân Kentucky. Henry Burnett của Quận Trigg được bầu làm chủ tịch. Nông dân George W. Johnson của Quận Scott, là người chủ trì ủy ban, đã viết báo cáo cuối cùng của hội nghị và đề xuất một số nghị quyết chính. Báo cáo kêu gọi một hội nghị chủ quyền với mục đích cắt đứt mối quan hệ với Liên bang. Cả Breckinridge và Johnson đều có tên trong Ủy ban Mười người có nhiệm vụ sắp xếp hội nghị.

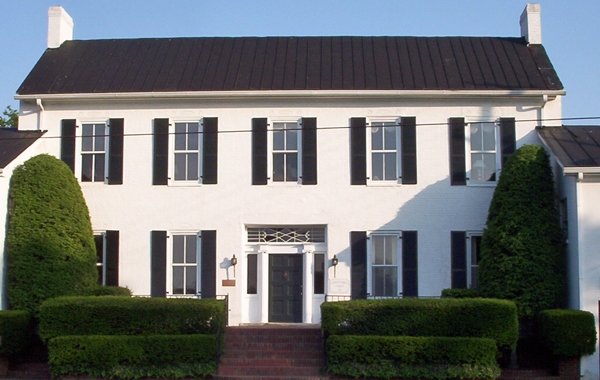
Ngôi nhà William Forst ở Russellville

Vào ngày 18 tháng 11, 116 đại biểu từ 68 quận đã họp tại ngôi nhà William Forst ở Russellville. Burnett được bầu làm chủ tọa. Lo sợ cho sự an toàn của các đại biểu, ông đề nghị hoãn các cuộc họp cho đến ngày 8 tháng 1 năm 1862. Johnson thuyết phục đa số đại biểu vẫn tiếp tục họp. Đến ngày thứ ba, tình hình quân sự trở nên trầm trọng đến mức toàn bộ đại hội phải được chuyển đến một tòa tháp trong khuôn viên trường Cao đẳng Nữ Bethel, một học viện hiện đã không còn tồn tại ở Hopkinsville.
Điều đầu tiên họ làm là phê chuẩn sắc lệnh ly khai, được tiến hành trong thời gian ngắn nhất có thể. Tiếp theo, do không thể tạo nên được một hiến pháp và hệ thống luật hoàn chỉnh, các đại biểu đã biểu quyết rằng "Hiến pháp và luật pháp của Kentucky, không trái với các điều của Công ước này, và việc thành lập Chính phủ này, và các luật có thể được ban hành bởi Thống đốc và Hội đồng, sẽ là luật của tiểu bang này." Các đại biểu đề xuất một chính phủ lâm thời bao gồm một hội đồng lập pháp, bao gồm mười thành viên (một từ mỗi khu bầu cử quốc hội Kentucky); một thống đốc có quyền bổ nhiệm các quan chức khác; một thủ quỹ; và một kiểm toán viên. Các đại biểu đã chỉ định Bowling Green (khi đó nằm dưới sự kiểm soát của tướng Liên minh Albert S. Johnston) là thủ phủ, nhưng cho chính phủ họp ở bất kỳ nơi nào mà hội đồng và thống đốc cho là thích hợp. Công ước đã thông qua một huy hiệu mới, một cánh tay đeo giáp với một ngôi sao, được kéo dài từ một vòng tròn gồm mười hai ngôi sao khác.
| Chức vụ        | Người nắm giữ       |
| -------------- | ------------------- |
| Thống đốc      | George W. Johnson   |
| Phó thống đốc  | Horatio F. Simrall  |
| Bang vụ khanh  | Robert McKee        |
| Thủ quỹ        | Theodore L. Burnett |
| Kiểm toán viên | Josiah Pillsbury    |

Đại hội nhất trí bầu Johnson làm thống đốc. Horatio F. Simrall được bầu làm phó thống đốc, nhưng ngay sau đó phải trốn đến Mississippi để tránh chính quyền Liên bang. Robert McKee, trước đây là thư ký của cả hai hội thảo, được bổ nhiệm làm bang vụ khanh. Theodore L. Burnett được bầu làm thủ quỹ, nhưng đã từ chức vào ngày 17 tháng 12 để nhận một chức vụ trong Quốc hội Liên minh. Ông được thay thế bởi John Quincy Burnham đến từ Quận Warren. Vị trí kiểm toán viên ban đầu được trao cho cựu Dân biểu Richard Hawes, nhưng Hawes đã từ chối để tiếp tục thực hiện nghĩa vụ quân sự dưới Humphrey Marshall. Thay vào đó, đại hội đã bầu Josiah Pillsbury, cũng thuộc Quận Warren.  Hội đồng lập pháp bầu Willis Benson Machen làm chủ tịch.
Ngày 21 tháng 11, một ngày sau đại hội, Johnson đã viết thư cho Tổng thống Liên minh Jefferson Davis để xin cho Kentucky gia nhập Liên minh miền Nam. Burnett, William Preston và William E. Simms được chọn làm ủy viên. Vì những lý do mà các đại biểu không giải thích, Bác sĩ Luke P. Blackburn, một người Kentucky sống ở Mississippi lúc bấy giờ, được mời đi cùng các ủy viên đến Richmond, Virginia. Mặc dù Davis đã dè dặt về việc bỏ qua Đại hội đồng được bầu trong việc thành lập chính phủ, nhưng ông kết luận rằng yêu cầu của Johnson là có cơ sở. Vào ngày 25 tháng 11, ông đã đề xuất Kentucky gia nhập Liên minh miền Nam. Kentucky được gia nhập vào Liên minh miền Nam vào ngày 10 tháng 12 năm 1861.

## Hoạt động
Vào ngày 26 tháng 11 năm 1861, Thống đốc Johnson đã ban hành một bài diễn văn cho các công dân của Khối thịnh vượng chung nghe, đổ lỗi cho những người theo chủ nghĩa bãi nô về sự tan rã của Hoa Kỳ. Ông khẳng định niềm tin rằng hai bên có sức mạnh ngang nhau, và giải pháp duy nhất cho cuộc chiến là một hiệp định thương mại tự do giữa hai quốc gia có chủ quyền. Ông cũng tuyên bố sẵn sàng từ chức thống đốc lâm thời nếu Đại hội đồng Kentucky đồng ý hợp tác với Thống đốc Magoffin. Bản thân Magoffin đã bài bác Công ước Russellville và chính phủ lâm thời, nhấn mạnh rằng tuân theo ý chí của đa số công dân của Khối thịnh vượng chung là điều cần thiết.

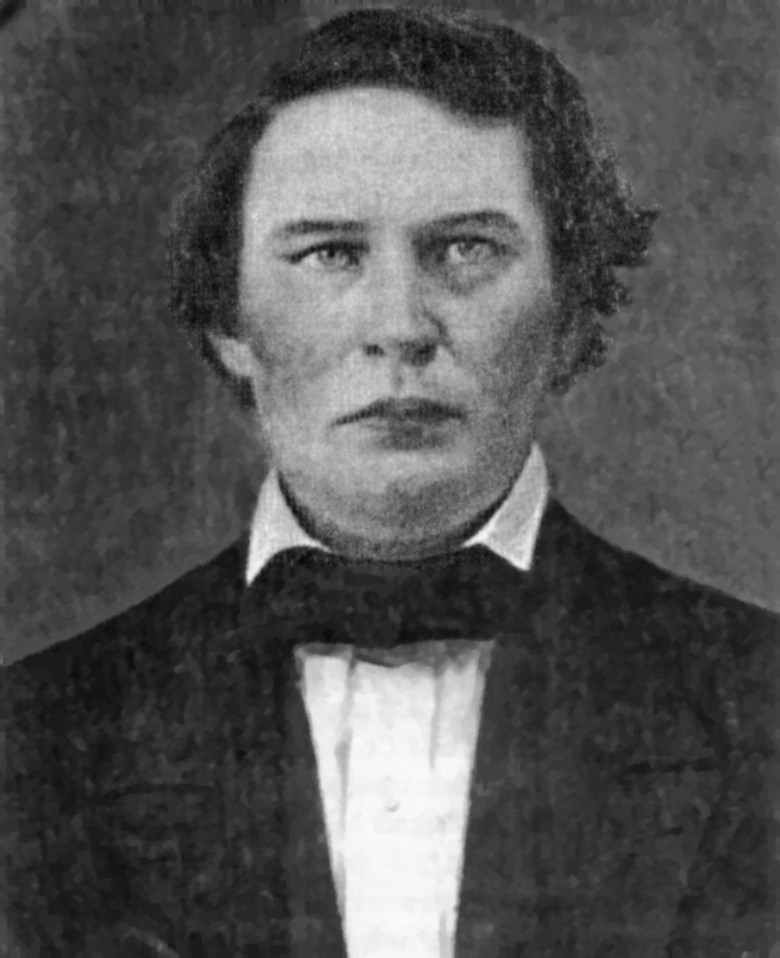
George W. Johnson, thống đốc Liên minh đầu tiên của Kentucky

Mùa đông năm 1861, Johnson đã cố gắng khẳng định tính hợp pháp của chính phủ non trẻ nhưng quyền tài phán của nó chỉ mở rộng đến khu vực do Quân đội Liên minh miền Nam kiểm soát. Johnson không thể đạt được 46.000 quân theo yêu cầu của Đại hội Liên minh. Những nỗ lực đánh thuế và buộc người dân giao nộp súng cho chính phủ cũng không thành công. Vào ngày 3 tháng 1 năm 1862, Johnson yêu cầu một khoản tiền 3 triệu đô la (88 triệu vào 2021) từ Quốc hội Liên minh miền Nam để đáp ứng chi phí hoạt động của chính phủ lâm thời. Thay vào đó, Quốc hội đã thông qua một khoản tiền trị giá 2 triệu đô la, khoản chi này cần phải có sự chấp thuận của Bộ trưởng Chiến tranh Judah P. Benjamin và Tổng thống Davis. Phần lớn vốn hoạt động của chính phủ lâm thời có lẽ đã được cung cấp bởi nghị sĩ Eli Metcalfe Bruce của bang Kentucky, người đã kiếm được nhiều tiền từ các hoạt động kinh tế khác nhau trong suốt thời kỳ chiến tranh.
Hội đồng đã họp vào ngày 14 tháng 12 để chỉ định các đại diện cho Quốc hội nhất viện lâm thời của Liên minh. Những người được bổ nhiệm sẽ chỉ phục vụ trong vòng 2 tháng, vì cơ quan lập pháp lưỡng viện thường trực thay thế quốc hội cũ vào ngày 17 tháng 2 năm 1862. Kentucky được quyền có 2 thượng nghị sĩ và 12 dân biểu trong Quốc hội Liên minh. Thống đốc Johnson và hội đồng lập pháp ấn định ngày bầu cử cho Liên bang Kentucky là ngày 22 tháng 1. Cử tri được phép bỏ phiếu ở bất kỳ quận nào họ đang ở vào ngày bầu cử và có thể bỏ phiếu chung cho tất cả các chức vụ tùy ý. Trong một cuộc bầu cử mà số phiếu của quân đội nhiều hơn số phiếu của dân thường, chỉ có bốn trong số các nhà lập pháp lâm thời được bầu vào Hạ viện Liên minh miền Nam. Một nhà lập pháp, Henry Burnett, được bầu vào Thượng viện Liên minh miền Nam.
Chính phủ lâm thời đã có những hành động nhỏ khác trong mùa đông năm 1861. Một đạo luật đã được thông qua để đổi tên Quận Wayne thành Quận Zollicoffer để vinh danh Felix Zollicoffer, người đã tự trận tại Mill Springs. Các quan chức địa phương được bổ nhiệm trong các khu vực do quân miền Nam kiểm soát, bao gồm nhiều công chứng viên (justices of the peace). Khi chính phủ Liên minh miền Nam cuối cùng giải tán, tính hợp pháp của các cuộc hôn nhân do các công chứng viên này thực hiện đã bị nghi ngờ, nhưng cuối cùng vẫn được giữ nguyên.

### Rút lui khỏi Kentucky và cái chết của Thống đốc Johnson
Sau chiến thắng của Ulysses S. Grant trong trận đồn Henry, Tướng Johnston rút khỏi Bowling Green đến Tennessee vào ngày 7 tháng 2 năm 1862. Một tuần sau, Thống đốc Johnson và chính phủ lâm thời theo sau. Vào ngày 12 tháng 3, New Orleans Picayune báo cáo rằng "thủ đô của Kentucky đang được đặt trong một căn lều của Sibley."
Thống đốc Johnson, dù đang có chức vụ giả định đó, tuổi già (50) và một cánh tay bị tàn tật, đã tình nguyện phục vụ dưới quyền của Breckinridge và Đại tá Robert P. Trabue trong Trận chiến Shiloh. Ngày 7 tháng 4, Johnson bị thương nặng ở đùi và bụng, phải nằm trên chiến trường cho đến ngày hôm sau. Johnson đã được người quen và đồng hội viên Tam Điểm Alexander McDowell McCook, một tướng Liên bang giúp đỡ.  Tuy nhiên, Johnson chết trên con tàu bệnh viện Hannibal của Liên bang, và chính phủ lâm thời Kentucky không còn người lãnh đạo.

### Richard Hawes trở thành thống đốc

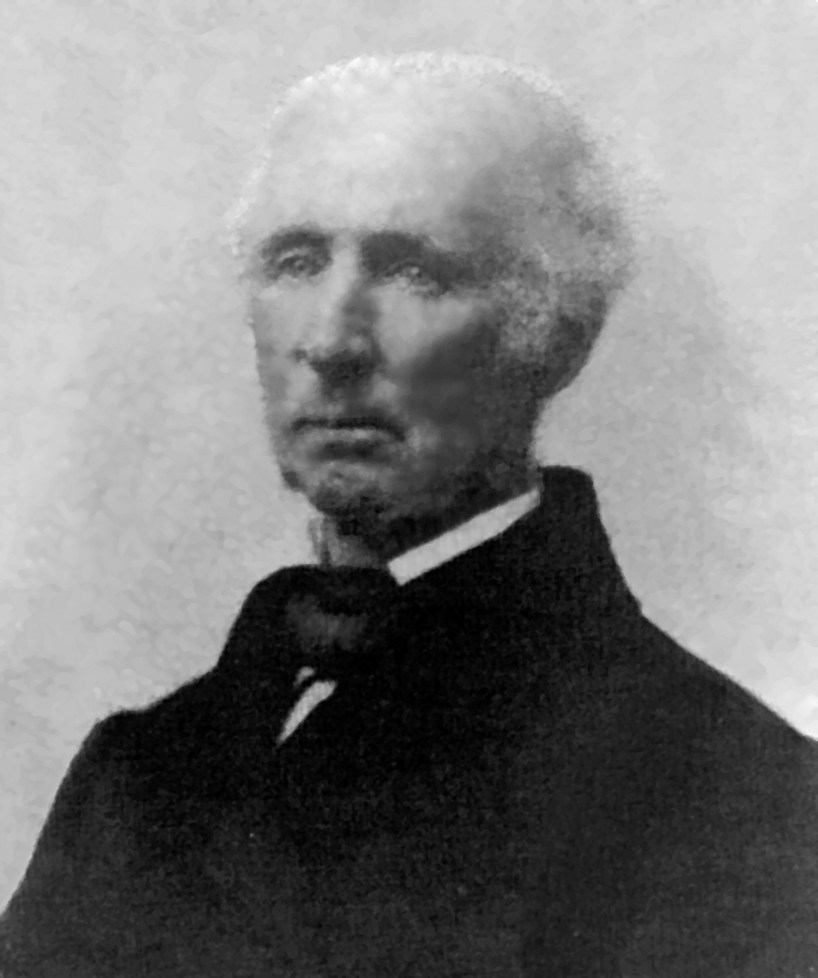
Richard Hawes, thống đốc Liên minh thứ hai của Kentucky

Trước khi rời Bowling Green, Thống đốc Johnson đã yêu cầu Richard Hawes đến thành phố và giúp đỡ việc điều hành của chính phủ, nhưng Hawes đã bị chậm trễ do lên cơn sốt thương hàn. Sau cái chết của Johnson, chính phủ lâm thời đã bầu Hawes, người vẫn đang bình phục, làm thống đốc. Sau khi hồi phục, Hawes tham gia chính phủ ở Corinth, Mississippi, và tuyên thệ nhậm chức vào ngày 31 tháng 5.
Vào mùa hè năm 1862, tin đồn lan trong Quân đội Tennessee rằng Tướng Bragg và Edmund Kirby Smith đang lên kế hoạch cho một cuộc xâm lược Kentucky. Hội đồng lập pháp đã bỏ phiếu tán thành xâm lược, vào ngày 27 tháng 8, Thống đốc Hawes được cử đến Richmond để đề nghị việc xâm chiếm với Tổng thống Davis. Davis không cam kết, nhưng Bragg và Smith vẫn tiếp tục.
Vào ngày 30 tháng 8, Smith đã chỉ huy một trong những trận thắng trọn vẹn nhất của Liên minh trong cuộc chiến chống lại lực lượng Liên bang thiếu kinh nghiệm trong trận Richmond. Bragg cũng giành được một chiến thắng quyết định trong trận Munfordville ngày 13 tháng 9, nhưng sự chậm trễ ở đó đã làm mất đi cơ hội chiếm được Louisville, nơi mà Don Carlos Buell đã chuyển đến chiếm đóng vào ngày 25 tháng 9. Mất Louisville, Bragg dàn quân vào các thế phòng thủ ở các thành phố trung tâm Kentucky là Bardstown, Shelbyville và Danville và chờ đợi, một động thái mà sử gia Kenneth W. Noe gọi là một "quyết định phi logic đến kinh ngạc".
Trong khi đó, các nhà lãnh đạo của chính phủ Liên minh của Kentucky vẫn ở lại Chattanooga, Tennessee, chờ Thống đốc Hawes trở về. Họ bắt đầu khởi hành vào ngày 18 tháng 9, và bắt kịp Bragg và Smith ở Lexington, Kentucky vào ngày 2 tháng 10. Bragg đã thất vọng với số lượng binh lính tình nguyện phục vụ; toa xe chở hàng loạt vũ khí đã được chuyển đến Khối thịnh vượng chung để trang bị cho những người nhập ngũ vẫn chưa được sử dụng. Mong muốn thực thi Đạo luật nghĩa vụ quân sự Liên minh miền Nam, ông quyết định thành lập chính phủ lâm thời tại Frankfort mới được chiếm đóng gần đây. Vào ngày 4 tháng 10 năm 1862, Hawes được hội đồng lập pháp Liên bang bổ nhiệm làm thống đốc. Tuy nhiên, trong  buổi lễ nhậm chức, quân miền Nam đã lơ là cảnh giác, bị pháo binh của Buell phục kích và buộc phải rút lui.

## Suy tàn và giải thể
Sau trận Perryville, chính phủ lâm thời rời Kentucky lần cuối. Sau đó, các thành viên của hội đồng lập pháp phân tán đến những nơi mà họ có thể kiếm sống hoặc được hỗ trợ bởi người thân cho đến khi Thống đốc Hawes triệu tập họ vào họp. Các tài liệu cho thấy vào ngày 30 tháng 12 năm 1862, Hawes triệu tập hội đồng, kiểm toán viên và thủ quỹ đến Athens, Tennessee để họp vào ngày 15 tháng 1 năm 1863.  Chính Hawes đã vận động không thành công Tổng thống Davis loại bỏ cấp trên cũ của ông là Humphrey Marshall khỏi quyền chỉ huy. Ngày 4 tháng 3, Hawes nói với Davis bằng thư rằng "lý lẽ của chúng tôi sẽ có thêm cơ sở một cách từ từ" và đảm bảo với ông rằng một cuộc đột nhập khác vào Khối thịnh vượng chung sẽ tạo ra kết quả tốt hơn lần đầu tiên.
Khủng hoảng tài chính vẫn tiếp tục. Hawes xấu hổ khi thừa nhận rằng dường như không ai biết số phận của khoản tiền 45.000 đô la đã được gửi từ Columbus đến Memphis, Tennessee trong thời kỳ Liên minh miền Nam chiếm đóng Kentucky. Ngoài ra, một điều đáng xấu hổ khác là quyết định năm 1864 của tổng thống Davis không cho phép Hawes chi 1 triệu đô la đã được định sẵn một cách bí mật vào tháng 8 năm 1861 để giúp duy trì tính trung lập của Kentucky. Davis lý luận rằng số tiền này đã không thể được chi cho mục đích đã định là vì Kentucky đã được kết nạp vào Liên minh miền Nam.
Cuối Nội chiến, chính phủ lâm thời hầu như chỉ tồn tại trên giấy. Tuy vậy, vào mùa hè năm 1864, Đại tá R.A. Alston của Kỵ binh Tennessee số 9 đã yêu cầu sự trợ giúp của Thống đốc Hawes trong việc điều tra các tội danh được cho là do Chuẩn tướng John H. Morgan gây nên trong cuộc đột kích gần đây nhất vào Kentucky. Tuy nhiên, Hawes không cần phải làm điều này, vì Morgan bị đình chỉ công tác vào ngày 10 tháng 8 và bị quân Liên bang giết vào ngày 4 tháng 9 năm 1864.
Không có tài liệu nào nêu chính xác thời điểm chính phủ này ngừng hoạt động. Nó được cho là đã tan rã sau khi Nội chiến kết thúc.

## Sách
- Kent Masterson Brown biên tập (2000). The Civil War in Kentucky: Battle for the Bluegrass. Mason City, Iowa: Savas Publishing Company. ISBN 1-882810-47-3.
- Encyclopedia Americana. 4 (ấn bản thứ 1969). Americana Corporation. ISBN 0-7172-0100-7.
- Lowell H. Harrison biên tập (2004). Kentucky's Governors. Lexington, Kentucky: The University Press of Kentucky. ISBN 0-8131-2326-7.
- Harrison, Lowell H. (1975). The Civil War in Kentucky. Lexington, Kentucky: The University Press of Kentucky. ISBN 0-8131-0209-X.
- Harrison, Lowell Hayes (Winter 1981). “George W. Johnson and Richard Hawes: The Governors of Confederate Kentucky”. The Register of the Kentucky Historical Society. 79 (1): 3–39.
- Heck, Frank H. (tháng 8 năm 1955). “John C. Breckinridge in the Crisis of 1860–1861”. The Journal of Southern History. Southern Historical Association. 21 (3): 316–346. doi:10.2307/2954954. JSTOR 2954954.
- Kleber, John E. biên tập (1992). The Kentucky Encyclopedia. Associate editors: Thomas D. Clark, Lowell H. Harrison, and James C. Klotter. Lexington, Kentucky: The University Press of Kentucky. ISBN 0-8131-1772-0.
- Klotter, James C.; Harrison, Lowell; Ramage, James; Roland, Charles; Taylor, Richard; Bush, Bryan S; Fugate, Tom; Hibbs, Dixie; Matthews, Lisa (2005).  Rose, Jerlene (biên tập). Kentucky's Civil War 1861–1865. Clay City, Kentucky: Back Home In Kentucky, Inc. ISBN 0-9769231-1-4.
- Nevins, Allen (1959). The War for the Union: The Improvised War 1861–1862. Charles Scribner's Sons. ISBN 978-0-684-10426-3.
- Noe, Kenneth W. (2001). Perryville: This Grand Havoc of Battle. Lexington, Kentucky: University Press of Kentucky. ISBN 978-0-8131-2209-0.
- Powell, Robert A. (1976). Kentucky Governors. Frankfort, Kentucky: Kentucky Images. OCLC 2690774.
- Shortridge, William Porter (tháng 3 năm 1923). “Kentucky Neutrality in 1861”. The Mississippi Valley Historical Review. Organization of American Historians. 9 (4): 283–301. doi:10.2307/1886256. JSTOR 1886256.